# 鹿特丹伊拉斯姆斯大学
鹿特丹伊拉斯姆斯大学（荷兰语：Erasmus Universiteit Rotterdam），又名鹿特丹大学，位于荷兰南部城市鹿特丹，是享誉世界的著名公立大学。该校以荷兰中世纪著名的人文主义思想家伊拉斯谟命名。

## 历史沿革
鹿特丹大学在1973年正式建立，但是它的历史可以追溯到1913年11月8日，在鹿特丹商会的大力资助下，荷蘭商学院（ederlandsche Handels-Hoogeschool, NHH）得以成立。
1937年更名为荷蘭经济学院（Nederlandse Economische Hogeschool, NEH）。
到了20世纪60年代，法律、社会科学、哲学、历史、艺术和工商管理等诸多专业也相继建立起来。1966年，政府在Dijkzigt医院旁边建立了鹿特丹医学院（Medical Faculty Rotterdam）。
1973年，荷蘭经济学院与鹿特丹医学院合并，正式更名为鹿特丹伊拉斯姆斯大学。

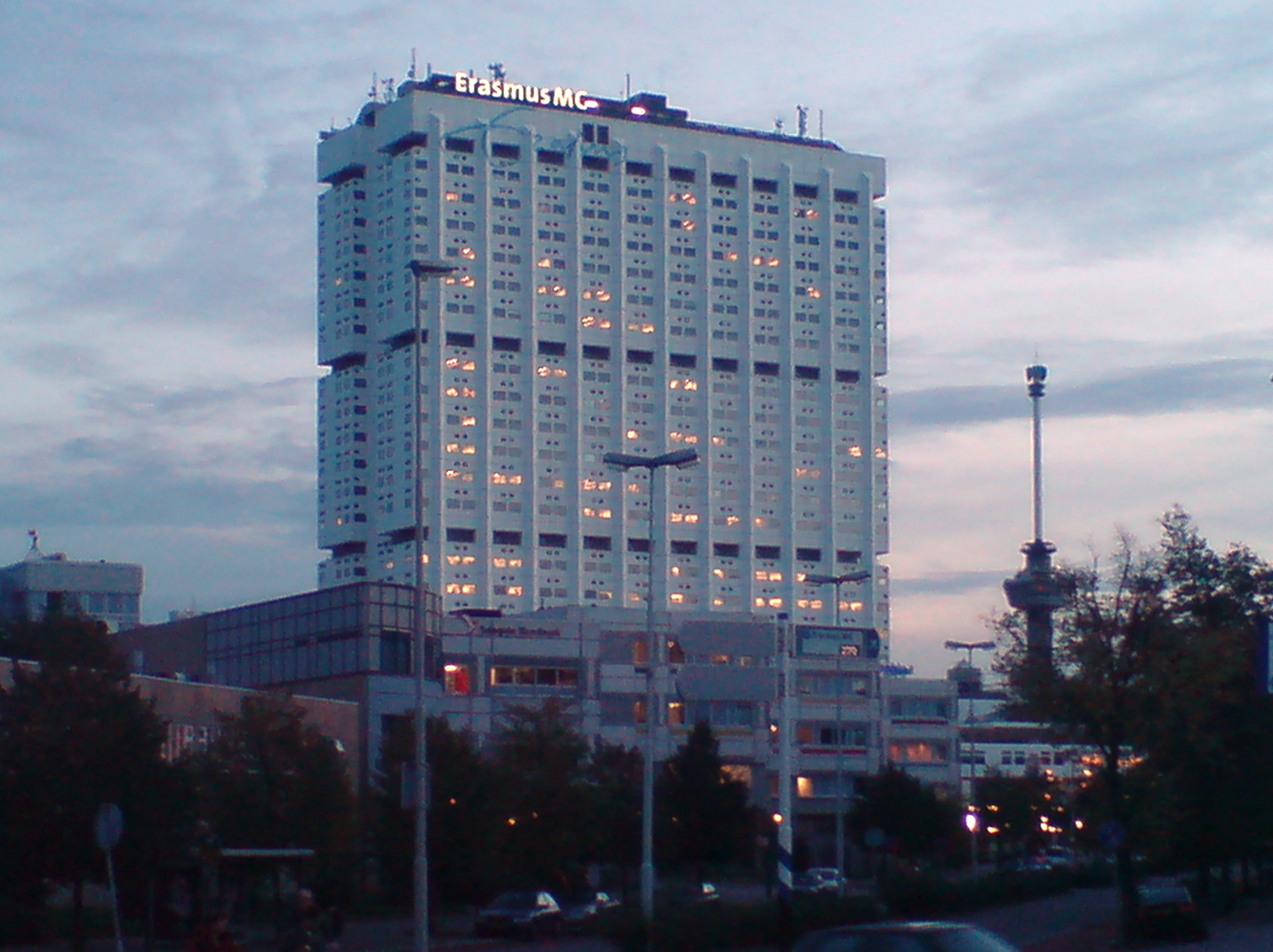
鹿特丹大学医学部

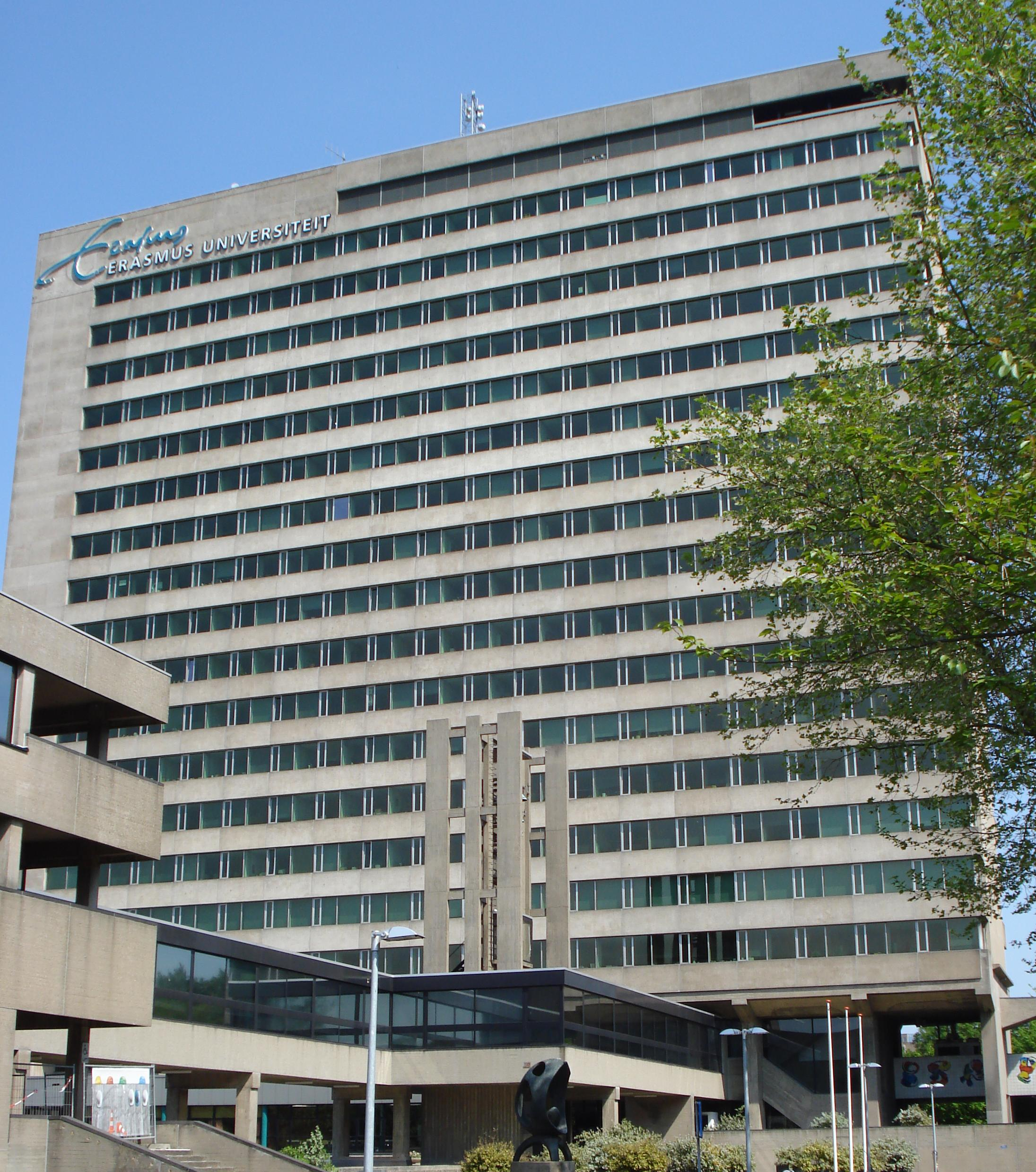
鹿特丹大学Woudestein校区

## 院系设置
鹿特丹大学共有七个学院、两个研究所以及一个本科生院：
- 健康
  - 医学与健康科学学院（Erasmus MC）
  - 伊拉斯谟健康政策与管理研究所（ESHPM）
- 经管
  - 伊拉斯谟经济学院（ESE）
  - 鹿特丹管理学院（RSM）
- 治理
  - 伊拉斯谟法学院（ESL）
  - 国际社会科学研究院（ISS）
  - 伊拉斯谟社会与行为科学学院（ESSB）
- 文化
  - 伊拉斯谟历史、文化与传播学院（ESHCC）
  - 伊拉斯谟哲学院（ESPHIL）

本科生院为伊拉斯谟大学学院（Erasmus University College, EUC）。
鹿特丹大学下设的鹿特丹管理学院与伊拉斯姆斯经济学院均为世界顶尖的商学院。
大多数院系坐落于鹿特丹东部的Woudestein校区。医学部（Erasmus MC）则位于该市西部的Hoboken校区。
该校的医学部是全荷兰最大和最领先的医学研究中心。法学系也是全荷兰最大的法学系之一。